# 小川菊松
小川 菊松（おがわ きくまつ、1888年3月25日 - 1962年7月3日）は、誠文堂新光社の創業者、社長。

## 経歴
茨城県東茨城郡川根村（現：茨城町）出身。1903年、15歳で上京、書店店員から出版取次の至誠堂に入社。1912年、独立して神田錦町に取り次ぎ仲買の誠文堂を創立。1913年、渋川玄耳の『わがまま』を刊行し出版を始める。1920年に『商店界』、1924年に『子供の科学』『無線と実験』などを創刊。1935年、新光社を合併、誠文堂新光社とする。1945年、終戦直後に『日米会話手帳』を科学教材社名義で発行しベストセラーとする。1947年12月22日、公職追放の指定を受ける。1950年10月13日に公職追放を解除され、誠文堂新光社に会長として復帰するも、病により仕事ができなくなり1962年猟銃自殺した。

## 著書
- 『商戦三十年』誠文堂 1932
- 『出版興亡五十年』誠文堂新光社 1953
- 『出版の面白さむずかしさ』誠文堂新光社 1959
- 『日本出版界のあゆみ』誠文堂新光社 1962

### 共編著
- 『礎』編 誠文堂新光社 1941 NDLJP:1122838
- 『最新愛犬読本』宮本彰一郎共著 誠文堂新光社 1949
- 『犬の性能と形態』宮本彰一郎共著 誠文堂新光社 1950
- 『猟犬銃猟射撃事典』編 誠文堂新光社 1957

## 参考
- 小川菊松『出版興亡五十年』誠文堂新光社、1953年8月5日。
- 鈴木徹造『出版人物事典』出版ニュース社 1996
- 山崎安雄『著者と出版社』学風書院 1954